# Gran Premio d'Argentina 1955
Il Gran Premio d'Argentina 1955 fu la prima gara della stagione 1955 del Campionato mondiale di Formula 1, disputata il 16 gennaio sul Circuito di Buenos Aires.
La manifestazione fu vinta da Juan Manuel Fangio su Mercedes.
A causa del caldo torrido (circa 35 °C all'ombra e 55 °C in pista) molti piloti si avvicendarono sulle vetture durante la gara creando situazioni curiose nella classificazione finale: al secondo posto terminarono González, Farina e Trintignant su Ferrari. Sul gradino più basso del podio di nuovo Farina e Trintignant insieme a Maglioli sempre alla guida di una Ferrari.

## Resoconto della gara
Nelle prove ufficiali, Alberto Ascari spreme ciò che può dalla sua Lancia D50 ma la pole position va alla Ferrari di Froilán González. Ascari segna un tempo di mezzo secondo superiore ed è in seconda posizione, affiancato da Juan Manuel Fangio su Mercedes, quarta la Maserati di Jean Behra.
La Mercedes di Juan Manuel Fangio è la più lesta al via e si porta in testa, seguita dalla Ferrari di Gonzalez e dalla D50 di Ascari. Al 3º giro inaugura la serie dei ritiri delle Lancia la D50 di Villoresi, che accusa la rottura dei condotti del carburante. Al termine del quarto giro, Gonzalez forza l'andatura e supera Fangio, mantenendo il comando fino al 10º giro. In questa fase, anche Ascari supera Fangio, cosicché al termine del 10º giro abbiamo questa situazione: 1º Gonzalez (Ferrari), 2º Ascari (Lancia) a 1"9, 3º Fangio (Mercedes) a 3"8 e 4º Moss (Mercedes) a 9"9. Eugenio Castellotti prosegue attardatissimo, anche perché sofferente a causa dell'elevata temperatura. All'11º giro, Ascari supera Gonzalez e si porta al primo posto; frattanto, al 16º giro, Eugenio Castellotti, vittima di una insolazione, non riesce a proseguire, si ferma al box e cede la sua vettura all'appiedato Villoresi. Non sarà che uno dei numerosissimi avvicendamenti di piloti alla guida di una macchina: a causa del caldo, infatti, soltanto Juan Manuel Fangio e Roberto Mieres riusciranno stoicamente a completare il Gran Premio senza farsi dare cambi. La D50 di Ascari riesce con un po' di fatica a mantenere la testa e la situazione, al termine di 20 giri, lo vede al primo posto con circa 2” di margine su Gonzalez e 13” su Fangio. Ma arriva il fatale 22º giro, allorché Ascari finisce fuori di strada dopo un testa coda: la vera ragione della piroetta non sarà mai accertata, dal momento che se la versione semi-ufficiale parla di una macchia d'olio, molti propendono a credere che la causa risieda nell'estrema instabilità della D50.
Villoresi dopo aver rilevato la D50 attardatissima di Castellotti tenta faticosamente un recupero, che viene però interrotto al 36º giro, quando a sua volta esce di strada. A poco più di un terzo di gara, ecco dunque che tutte e tre le Lancia sono fuori gioco. Il Gran Premio prosegue con Fangio che percorre in testa l'ultima metà di gara aggiudicandosi la corsa con 1 minuto e mezzo di vantaggio sulla Ferrari di Gonzalez, condotta anche da Nino Farina e da Maurice Trintignant, e addirittura due (o più) giri sugli altri cinque equipaggi superstiti.

## Risultati delle Qualifiche
| Pos | Nº | Pilota                | Auto               | Squadra                   | Tempo  | Distacco |
| --- | -- | --------------------- | ------------------ | ------------------------- | ------ | -------- |
| 1   | 12 | José Froilán González | Ferrari 625        | Scuderia Ferrari          | 1'43"1 | ―        |
| 2   | 32 | Alberto Ascari        | Lancia D50         | Scuderia Lancia           | 1'43"6 | +0"5     |
| 3   | 2  | Juan Manuel Fangio    | Mercedes-Benz W196 | Daimler-Benz AG           | 1'43"6 | +0"5     |
| 4   | 16 | Jean Behra            | Maserati 250F      | Officine Alfieri Maserati | 1'43"8 | +0"7     |
| 5   | 10 | Nino Farina           | Ferrari 625        | Scuderia Ferrari          | 1'43"8 | +0"7     |
| 6   | 4  | Karl Kling            | Mercedes W196      | Daimler-Benz AG           | 1'44"1 | +1"0     |
| 7   | 28 | Harry Schell          | Maserati 250F      | Officine Alfieri Maserati | 1'44"3 | +1"2     |
| 8   | 16 | Stirling Moss         | Mercedes W196      | Daimler-Benz AG           | 1'44"4 | +1"3     |
| 9   | 40 | Pablo Birger          | Gordini T16        | Equipe Gordini            | 1'44"8 | +1"7     |
| 10  | 8  | Hans Herrmann         | Mercedes W196      | Daimler-Benz AG           | 1'44"8 | +1"7     |
| 11  | 34 | Luigi Villoresi       | Lancia D50         | Scuderia Lancia           | 1'45"2 | +2"1     |
| 12  | 36 | Eugenio Castellotti   | Lancia D50         | Scuderia Lancia           | 1'45"3 | +2"2     |
| 13  | 24 | Carlos Menditeguy     | Maserati 250F      | Officine Alfieri Maserati | 1'45"4 | +2"3     |
| 14  | 14 | Maurice Trintignant   | Ferrari 625        | Scuderia Ferrari          | 1'45"8 | +2"7     |
| 15  | 38 | Élie Bayol            | Gordini T16        | Equipe Gordini            | 1'46"1 | +3"0     |
| 16  | 18 | Roberto Mieres        | Maserati 250F      | Officine Alfieri Maserati | 1'46"3 | +3"2     |
| 17  | 42 | Jesús Iglesias        | Gordini T16        | Equipe Gordini            | 1'46"4 | +3"3     |
| 18  | 22 | Luigi Musso           | Maserati 250F      | Officine Alfieri Maserati | 1'46"5 | +3"4     |
| 19  | 20 | Sergio Mantovani      | Maserati 250F      | Officine Alfieri Maserati | 1'47"6 | +4"5     |
| 20  | 26 | Clemar Bucci          | Maserati 250F      | Officine Alfieri Maserati | 1'48"8 | +5"7     |
| 21  | 30 | Alberto Uria          | Maserati A6GCM     | Privato                   | 1'51"2 | +8"1     |

## Risultati della Gara
| Pos  | Nº | Pilota                                                | Auto     | Giri | Tempo/Causa Ritiro               | Pos. griglia | Punti |
| ---- | -- | ----------------------------------------------------- | -------- | ---- | -------------------------------- | ------------ | ----- |
| 1    | 2  | Juan Manuel Fangio                                    | Mercedes | 96   | 3h00'38"6                        | 3            | 9     |
| 2    | 12 | José Froilán González Nino Farina Maurice Trintignant | Ferrari  | 96   | +1'29"6                          | 1            | 2     |
| 3    | 10 | Nino Farina Maurice Trintignant Umberto Maglioli      | Ferrari  | 94   | +2 giri                          | 5            | 1,33  |
| 4    | 8  | Hans Herrmann Karl Kling Stirling Moss                | Mercedes | 94   | +2 giri                          | 10           | 1     |
| 5    | 18 | Roberto Mieres                                        | Maserati | 91   | +5 giri                          | 16           | 2     |
| 6    | 28 | Harry Schell Jean Behra                               | Maserati | 88   | +8 giri                          | 7            |       |
| 7    | 22 | Luigi Musso Sergio Mantovani Harry Schell             | Maserati | 83   | +13 giri                         | 18           |       |
| Rit. | 20 | Sergio Mantovani Jean Behra Luigi Musso               | Maserati | 54   | Motore                           | 19           |       |
| Rit. | 26 | Clemar Bucci Harry Schell Carlos Menditeguy           | Maserati | 54   | Pressione carburante             | 20           |       |
| Rit. | 42 | Jesús Iglesias                                        | Gordini  | 38   | Trasmissione                     | 17           |       |
| Rit. | 14 | Maurice Trintignant                                   | Ferrari  | 36   | Motore                           | 14           |       |
| Rit  | 36 | Eugenio Castellotti Luigi Villoresi                   | Lancia   | 35   | Incidente                        | 12           |       |
| Rit. | 16 | Stirling Moss                                         | Mercedes | 29   | Sistema alimentazione carburante | 8            |       |
| Rit. | 30 | Alberto Uria                                          | Maserati | 22   | Senza benzina                    | 21           |       |
| Rit. | 32 | Alberto Ascari                                        | Lancia   | 21   | Incidente                        | 2            |       |
| Rit. | 38 | Élie Bayol                                            | Gordini  | 7    | Trasmissione                     | 15           |       |
| Rit. | 16 | Jean Behra                                            | Maserati | 2    | Incidente                        | 4            |       |
| Rit. | 14 | Karl Kling                                            | Mercedes | 2    | Incidente                        | 6            |       |
| Rit. | 34 | Luigi Villoresi                                       | Lancia   | 2    | Perdita carburante               | 11           |       |
| Rit. | 40 | Pablo Birger                                          | Gordini  | 1    | Incidente                        | 9            |       |
| Rit. | 24 | Carlos Menditeguy                                     | Maserati | 1    | Incidente                        | 13           |       |

## Statistiche

### Piloti
- 14ª vittoria per Juan Manuel Fangio (nuovo record)
- 3ª e ultima pole position per José Froilán González
- 2º e ultimo podio per Umberto Maglioli
- 15º e ultimo podio per José Froilán González
- 20° podio per Juan Manuel Fangio
- 1º Gran Premio per Eugenio Castellotti e Alberto Uria
- 1° e unico Gran Premio per Jesús Iglesias
- Ultimo Gran Premio per Pablo Birger, Sergio Mantovani e Clemar Bucci

### Costruttori
- 5° vittoria per la Mercedes

### Motori
- 5ª vittoria per il motore Mercedes

### Giri al comando
- Juan Manuel Fangio (1-2, 26-34, 43-96)
- Alberto Ascari (3-4, 11-21)
- José Froilán González (5-10, 22-25)
- Harry Schell (35-38)
- Roberto Mieres (39-42)

## Classifica Mondiale
| Pos | Pilota                | Punti |
| --- | --------------------- | ----- |
| 1   | Juan Manuel Fangio    | 9     |
| 2   | Nino Farina           | 3.33  |
| 3   | Maurice Trintignant   | 3.33  |
| 4   | José Froilán González | 2     |
| 5   | Roberto Mieres        | 2     |
| 6   | Umberto Maglioli      | 1.33  |
| 7   | Stirling Moss         | 1     |
| 8   | Hans Herrmann         | 1     |
| 9   | Karl Kling            | 1     |